# 理論化学
理論化学（りろんかがく、英語：theoretical chemistry）とは、理論的モデルや数式を元に、既知の実験事実を説明したり、未知の物質の性質などを予言したりする演繹的なアプローチを行う化学の方法論である。この方法論に基づいて研究を行なう研究者は理論化学者と呼ばれる。
これに対して、多数の実験事実からその背後にある普遍的な理論を導くアプローチを行う化学の方法論は実験化学という。

## 概要
物質中の原子や電子は量子力学に従う。そのため理論化学において物質を扱うのに基本となるのはシュレーディンガー方程式である。また、多数の分子や原子、電子を扱う場合には、統計力学に基づいた取り扱いを行う必要がある。これらには大量の数値計算が必要とされるので理論化学は計算化学あるいは計算機化学と強い関連がある。

## 関連分野
- 量子力学
- 量子化学
- 空気圧化学（英語版）
- 統計力学
- 計算化学
- 計算機化学

## 高校化学における理論化学
予備校などにおいては、高校で学ぶ化学を理論化学、無機化学、有機化学の3つの分野に大きく分類していることが多い。
この場合の理論化学は物理化学にほぼ対応する。物質の構造、物質の状態、物質の反応の3分野に大きく分類される。

### 高校化学における理論化学に含まれる主な分野
- 物質の構造
  - 原子 - 分子 - 電子
  - アボガドロ定数 - 物質量 - 分子量
- 物質の状態
  - 相 - 気体 - 液体 - 固体
  - 体積 - 密度
  - 濃度（質量パーセント濃度、モル濃度、質量モル濃度） - 溶解度
  - 状態方程式 - 分圧 - ヘンリーの法則
  - 溶液
- 物質の反応
  - 熱化学
  - 反応速度
  - 化学平衡
  - 酸と塩基
  - 酸化還元
  - 電気化学 - 電池 - 電気分解